# 九分教
九分教（navāṅga），又稱九部經，佛教術語，是佛教經藏中其經文體裁、形式的一種分類法，出現在赤銅鍱部的《巴利律藏》，玄奘所譯的《本事經》和大眾部的《摩訶僧祇律》。說一切有部的論藏和大乘佛教通行十二分教（dvādaśāṅga）。

## 分類

### 赤銅鍱部
《巴利經藏》的九分教記在中部《蛇喻經》，另《巴利律藏》亦有記載：
- （契經）：長行散文的陳述。
- （祇夜，應頌）：長行散文所附有的詩偈。
- （記說）：解釋、闡明、分別教義。
- （偈頌）：詩偈。
- （自說）：佛陀無問自說的詩偈。
- （如是語）：由優填王（英语：Udayana (king)）王妃Sāmāvatī的侍女久壽多羅Khujjuttarā從世尊聽來的法語[2]。
- （本生）：佛陀過去生的故事。
- （未曾有法，稀有法）：陳述令人驚奇、不可思議事跡的文句。
- （毘陀羅，智解）：包括小智解、大智解、正見、帝釋問等經。向佛陀提問得到解答，獲得知識與喜悅。

### 大眾部
大眾部《摩訶僧祇律》的九分教：
- 修多羅（sūtra），即契經，散文的長行直說，通於經藏與律藏。
- 祇夜（geya），即重頌
- 授記（vyākaraṇa），又譯記說
- 伽陀（gāthā），即偈頌、不重頌偈，又譯伽他、偈陀、諷頌
- 優陀那（udāṇa），即自說，又譯憂陀那
- 如是語（itivṛttaka、ityuktaka），又譯本事
- 本生（jātaka）
- 方廣（vaipulya）
- 未曾有（adbhūtadharma）

其中祇夜、伽他、自說都是韻體的偈頌，「偈頌」一詞有時專指伽他。vedalla的梵語形式為vaidalya，是vaipulya的另一名稱，玄奘譯vaipulya為方廣，vaidalya為「廣破」
無畏山派的《解脫道論》記載為：脩多羅、祇夜、闍柯羅界、伽陀、優陀那、伊底跋多伽、闍多伽、阿浮多達摩、鞞佛略。赤銅鍱部各派分類與大眾部相同，但是將未曾有法提到方廣之前。
大寺派（南傳上座部佛教為其現代承繼者）覺音在《一切善見律注序》對九分教解釋為：
| 契經   | 律藏之兩分別解釋、犍度、附隨；經集之吉祥經、寶經、那羅迦經（Nālaka）、迅速經（Tuvaṭaka），以及其餘附有經名的如來語，當知是契經。 |
| 祇夜   | 一切附有偈頌之經，當知是祇夜，如相應部有偈品之全部。                                                                             |
| 記說   | 全論藏、無偈之經，以及不為其他八分所攝之佛語，當知是記說。                                                                       |
| 偈頌   | 於法句、長老偈、長老尼偈、經集中無經名的純偈頌，當知是偈頌。                                                                     |
| 自說   | 喜（somanassa）智（ñana）偈頌相應之八十二經，當知是自說。                                                                        |
| 如是語 | 「此是世尊所說」（vuttañhetaṁ bhagavatā）的一百一十二經，當知是如是語。                                                          |
| 本生   | 無戲論本生（Apannaka jataka）等五百五十本生，當知是本生。                                                                        |
| 稀有法 | 「諸比丘！阿難有此四不可思議之稀有法」等一切不可思議、稀有法相應諸經，當知是稀有法。                                             |
| 智解   | 小智解、大智解、正見、帝釋所問、行分別、大滿月等，從問難(pucchita)中得智(veda)與法喜(tuṭṭhi)之諸經，當知是智解。                 |

## 學術研究
現代佛學研究者如印順法師認為，九分教中，最早出現的是契經（修多羅），修多羅原意是結集，所有結集出的經文原來都可被稱為修多羅。之後，僧團將經典長行散文的部份，稱為修多羅，相當於《雜阿含經》中的〈蘊誦〉、〈六處誦〉、〈因誦〉、〈道品誦〉；偈頌部分，稱為祇夜，相當於《雜阿含經》中的〈八眾誦〉。這是九分教中最基礎的部份，包括了最原始的經與律。
隨著經、律的數量增加，僧團將固有修多羅之外，針對經、律進行分別、問題解答的長行散文，稱為記說。另外隨著佛教傳播各地，增加許多通俗而易於傳誦的頌偈。為了與祗夜區分，僧團將一些感嘆、敦促學佛的頌偈，稱為優陀那，相當於後世的法句經。其他宣說法要的頌偈，不屬於祗夜與優陀那，就歸為伽陀，後世巴利藏小部經集中的一些頌偈，如〈義品〉、〈波羅延拏品〉、〈蛇經〉、〈陀尼耶經〉、〈犀角經〉、〈牟尼偈〉等皆屬於此。優陀那與伽陀通常被歸類於雜藏之中。這五支經典，是一切經教的基礎。
在佛教經典繼續增加之後，承續記說風格的經典，進一步被分類。其中，傳聞是佛如是說的經典，被稱為本事。本事進一步區分，傳聞是佛說法義的經典，被稱說如是語；傳聞中，先賢的行事與故事，稱為本事；而本事中，佛與其弟子的前世故事，稱為本生。經典中，講述佛及其弟子的希有功德以及故事的部份，稱為希法或未曾有法；而講述深法廣義的經典，被稱為方廣。這些經典原先都被歸類在記說之中，但因為它的範圍更大，記說原有的定義無法涵蓋，因此被獨立出來，本事、本生、希法與方廣，這四類經典，形成了四阿含中長阿含經、中阿含經、增壹阿含經的基礎。總結如下：
|      | 相應部 （页面存档备份，存于） | 雜阿含 （页面存档备份，存于）                                                                     |
| 蘊   | III Khanda-vagga 蘊篇 22 蘊 14 界 | I 五陰誦 陰相應 1, 10, 3, 2, 5                                                                    |
| 處   | IV Salayatana-vagga 六處篇 35 六處 36 受 | II 六入處誦 入處相應 8, 9, 43, 11, 13                                                             |
| 因緣 | II Nidana-vagga 因緣篇 12 因緣 食 14 界 | III 雜因誦 因緣、食、諦、界、受 12, 14, 15, 16, 17                                                |
| 道品 | V 大篇 Maha-vagga 45 道相應 Magga-samyutta 46 覺支相應 Bojjhanga-samyutta 47 念住相應 Satipatthana-samyutta 48 根相應 Indriya-samyutta 49 正勤相應 Sammappadhana-samyutta 50 力相應 Bala-samyutta 51 神足相應 Iddhipada-samyutta 54 入出息相應 Anapana-samyutta 55 預流相應 56 諦相應 Sacca-samyutta | IV 道品誦 24 念處、正勤、如意足 26 根、力 27 覺支、四無量心 28 聖道分 29 安那般那念 30 學、不壞淨 |

| 《相應》I Sagatha-vagga 有偈品 | 《雜阿含》V 八眾誦 / 眾相應 | 《別譯雜阿含》 |
| 1-11                           | 38 比丘 39 比丘、魔 40 帝釋 46 帝釋、剎利 42 剎利、婆羅門 4 婆羅門 44 婆羅門 45 比丘尼、婆耆沙 36 婆耆沙、諸天 22 諸天 48 諸天 49 諸天、夜叉 50 夜叉、林 | 卷1-12 卷20    |

| 相應部 | 《雜》弟子所說, 如來所說分                              |
| 20 龍相應 30 金翅鳥相應 31 揵闥婆相應 37 女人相應 32 雲相應 34 禪定相應 43 無為相應 13 現觀相應 25 入相應 26 生相應 27 煩惱相應 52 Anuruddhasamyutta 55 Sotopattismyutta | 卷 6, 7, 18, 19, 20, 21, 31, 41, 32, 33, 34, 35, 47, 37 |

| 八品                     | Atthakavagga Sn 4                                        | 義足經 T0198          |
| 彼岸道品                 | Parayana Sn 5.2-17                                       | 波羅延那 散落在雜阿含 |
| 蛇品                     | 蛇經 Sn 1.1 陀尼耶經 Sn 1.2 犀角經 Sn 1.3 牟尼偈 Sn 1.12 |                       |
| 小品                     |                                                          |                       |
| 大品                     | 尸路偈 Sela Sn 3.7                                       |                       |
| 上座偈 Thera/Theri-gatha | Theragatha Therigatha                                    |                       |
| 見真諦 Satyadrsa         | 相應部 10.7                                              | 雜 1322 別 321        |

| 26品     | 巴利本 巴特那本                   |
| 33品     | Udanavarga (藏) 法集要頌經 出曜經 |
| 多於33品 | 于闐本                            |
| 39品     | 法句經 法句譬喻經                 |

| 毘陀羅小經                 | MN44 Cūḷavedalla                                         | 中阿含 卷58 法樂比丘尼經                                    |
| 毘陀羅大經                 | MN43 Mahāvedalla                                         | 中阿含 卷58 大拘絺羅經                                      |
| 正見經                     | MN9 Sammādiṭṭhi                                          | 《中阿含》卷七 大拘絺羅經 《雜阿含》卷一四 三四四經         |
| 帝釋所問                   | DN 21 Sakkapañha                                         | 《長阿含》卷一〇《釋提桓因問經》 《中阿含》卷三三《釋問經》 |
| 諸行分散 Saṅkhārubhājaniya | 相應部．質多相應 Kāmabhū                                 | 《雜阿含》卷二一 五六八經                                   |
| 滿月大經                   | 《中部》（一〇九）Mahāpuṇṇama 《相應部．蘊相應》 Puṇṇamā | 《雜阿含》（卷二）五八經                                    |
| 六淨經                     | 《中部》（一一二） Chabbisobhana-suttaṃ                  | 《中阿含》（卷四九）《說智經》                              |